# ロバートソン・スタジアム
ジョン・オークインフィールド・アット・コービン・J・ロバートソン・スタジアム（英語: John O'Quinn Field at Corbin J. Robertson Stadium、通称：ロバートソン・スタジアム）は、アメリカ合衆国テキサス州ヒューストン市のヒューストン大学キャンパス内にかつてあった多目的競技場である。 アメリカンフットボールチームのヒューストン・クーガーズと女子サッカー チームの本拠地であり、2006年から2011年にかけてはメジャーリーグ・サッカーのヒューストン・ダイナモ にとっての、1960年から1964年にかけてはNFLのヒューストン・オイラーズ にとっての、それぞれ初めての本拠地であった。
1961年1月1日、 アメリカン・フットボール・リーグ 選手権（1960年のタイトルへの戦い)がロバートソン・スタジアムで行われた。. ヒューストン・オイラーズは  ロサンゼルス・チャージャーズに勝利(24–16)し、リーグの最初の王者となった。ロバートソン・スタジアムはまたアメリカンフットボールでの初めてのダブルオーバータイムにもつれた試合の開催地である。1962年12月23日に開催されたこの試合はこの年のタイトルマッチであり、ヒューストン・オイラーズはダラス・テキサンズ に敗北(20–17)した。この試合はまた、アメリカン・フットボール・リーグの10年間の歴史の中で唯一の延長戦である。
スタジアムの収容人数は最終的には32,000人であった。最後の改修後のスタジアムにおける最多入場者数は32,413人であり、ヒューストンが2011年12月3日のアメリカリーグ選手権大会を主催した時である。
2010年10月、ヒューストン大学はロバートソン・スタジアムを取り壊し、その跡地に新たなスタジアムを建設すると発表した。そしてロバートソン・スタジアムはヒューストン・クーガーズの2012年のアメリカンフットボールシーズンが幕を閉じるとともに閉鎖され、取り壊しが開始された。 なお、新たに建設されるスタジアムの名前は TDECU スタジアムである。

## 歴史

### 建設計画の立案、および建設

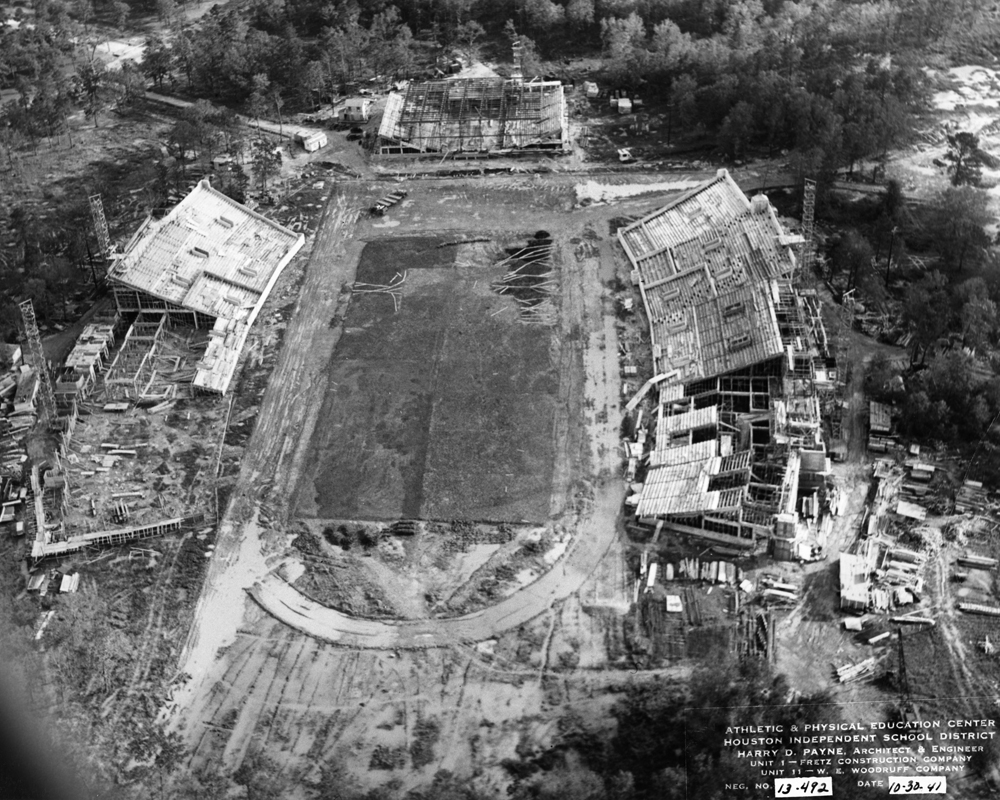
1941年、ジェプセン体育館 に隣接するロバートソン・スタジアムの建設

ロバートソン・スタジアムの建設に先立ち、ヒューストン大学のキャンパスが1939年にスタジアム建設地近くに作られた。1940年の3月、当時大学を運営下においていたヒューストン独立学区(HISD)は、セテガスト・エステートからスタジアム建設のため未開発地を75,550.16ドルで購入した。 その他に7エーカー(28,000 m2)分の土地を得て、スタジアムの建設地は合計59.7939エーカー(241,977 m2)となった。この土地は現在はホルマン通り、ウィーラー通り、スコット通り、そして  カレン・ブールバードで結ばれている。
スタジアムは、フレッツ建設会社によってHISDと 公共事業促進局 との共同プロジェクトの一環として建設された。 1942年にスタジアムは「公立校スタジアム」という名で、14500人の収容能力をもって完成した。公立校屋内競技場 (後のジェプセン体育館)という多目的屋内競技場が同時に建設され、スタジアムと並立していた。スタジアムのこけら落としとなる最初の試合は1942年9月18日、14500人の観客がつめかけた中で行われ、ヒューストンのラマール高校がダラスのW・H・アダムソン高校を27–7で下した。

### 初期
ヒューストン独立学区のアメリカンフットボールは、ヒューストン・クーガーズが11000人の観客の中南西ルイジアナ（現在はルイジアナ=ラファイエットとして知られている）と試合をした際も依然としてこのスタジアムで行われていた。  ヒューストン大学は、1951年にヒューストン・スタジアムに本拠地を移すまで1946~1950年にこのスタジアムでアメリカンフットボールのホームの試合を開催した。なおその後1965年に本拠地は アストロドームへと移転した。 1957年のアメリカンフットボールのシーズンに先立ち、ヒューストン独立学区は、以前は問題なく認められていたにもかかわらず、スタジアムでの規則を変え、いかなるチームにおいても黒人生徒の出場を禁止した。 1958年、独立学区はスタジアム建設に向けて精力的な働きかけをした教育委員会の委員、ホルガー・ジェプセンの名にちなんでスタジアム名を「ジェプセン・スタジアム」に改名した。

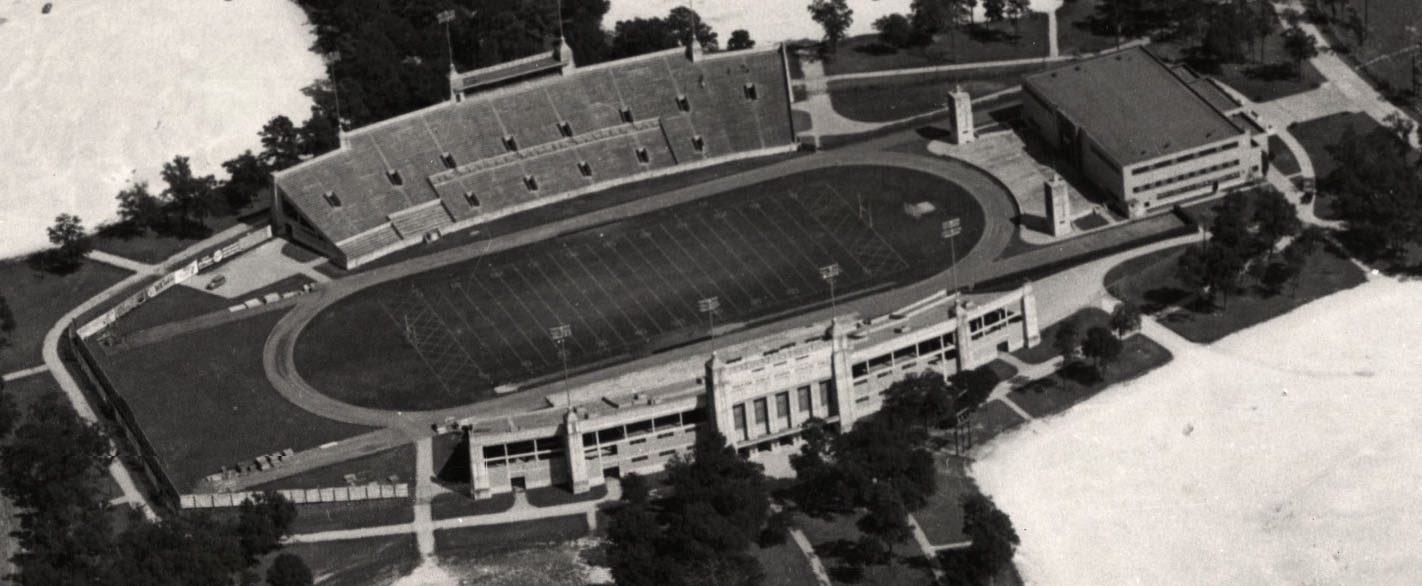
1950年のロバートソン・スタジアムの外観

1960年、ヒューストン・オイラーズ は アメリカン・フットボール・リーグの創立委員を務め、独立学区側からスタジアムを賃借し、本拠地として利用する手はずを整えた。チームのオーナーは富裕なヒューストンの石油企業家であるバド・アダムズで、彼はジェプセン・スタジアムをプロのアメリカン・フットボールの試合場にまで成長させた。アダムズの尽力により、スタジアムの収容人数は36000人にまで拡張された。この拡張により、1962年12月23日に開催されたその年のアメリカン・フットボール・リーグのタイトルマッチではスタジアムの最多入場者記録である37981人の観客が訪れた。なおこの試合ではダラス・テキサンズがオイラーズと対戦した。  当時、独立学区はスタジアムにおいて1週間あたり平均10試合もの試合を開催し続けた。 全米の話題となったが、 1961年に全米黒人地位向上協会 は独立学区の定めた黒人隔離規則に反抗し、 オークランド・レイダース の選手たちに、シーズン中にオイラーズとイェッペセンスタジアムで試合をするのを拒否するように正式に依頼した。 オイラーズは1964年にライス・スタジアムに移るまで、ジェプセン・スタジアムを本拠地とした。
1966年、ヒューストン大学はスタジアムの獲得を強調する総合計画を展開した。

### スタジアムの修復、常用
前ヒューストン大学学生管理監視理事会、運動委員会の長であったコービン・ジェイ・ロバートソンは1970年にスタジアムの修復に出資し、スタジアムは680万ドル でヒューストン大学によって購入された。 1980年、ロバートソンの栄誉を称え、スタジアムは「ロバートソン・スタジアム」に改名された。

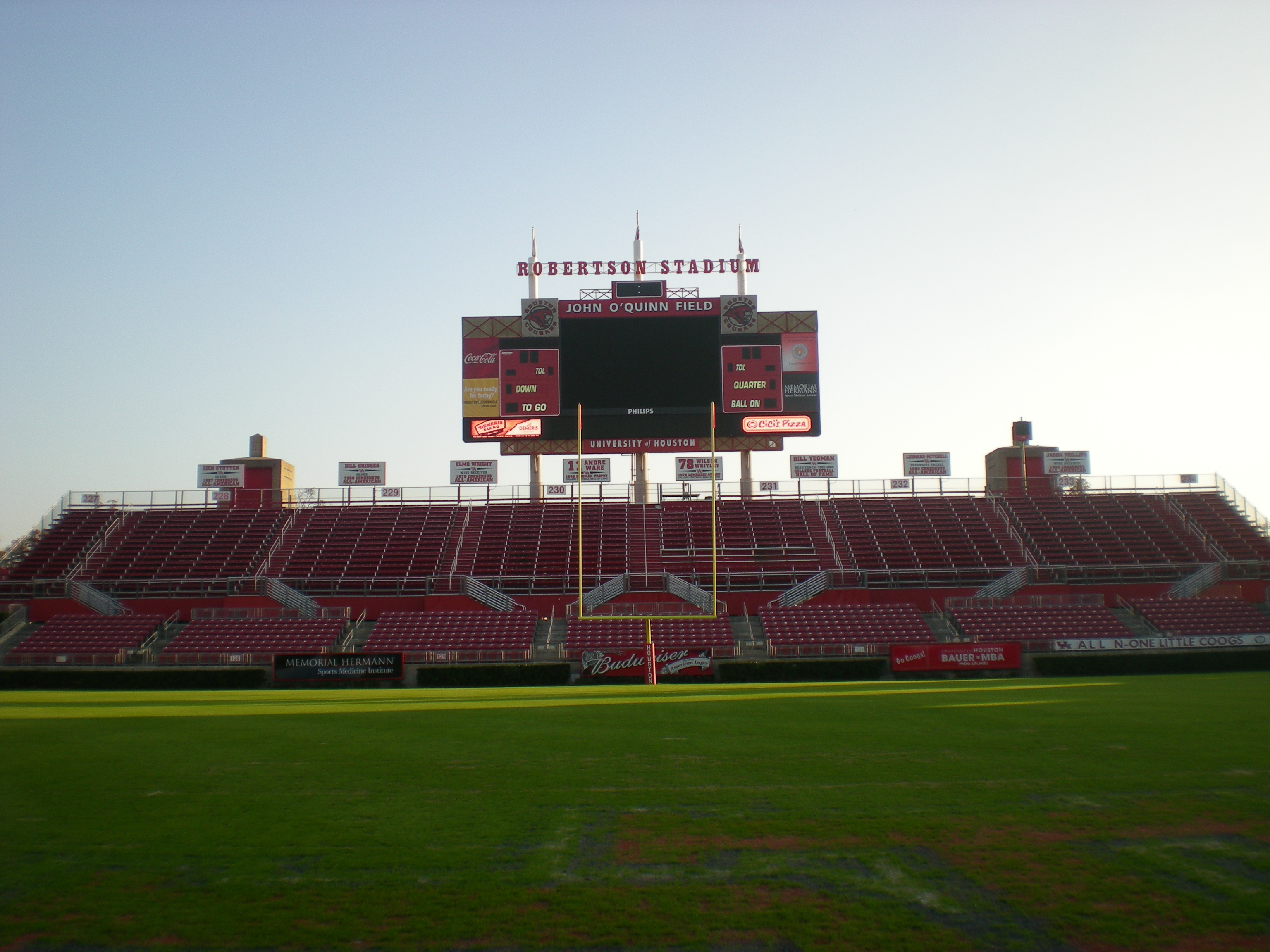
2006年から解体される2012年まで、ロバートソン・スタジアムの南エンドゾーンにはフィリップス・ヴィディウォールのスコアボードがもうけられていた。

1994年シーズンの始まりとともに、ヒューストン・クーガーズはその本拠地としてアストロドームとロバートソン・スタジアムとを両用するようになった。 1998年シーズン前、ヒューストン大学はアメリカンフットボールのホームの試合をアストロドームで開催するという賃貸契約を打ち切り、1949年以来初めてキャンパス内のロバートソンスタジアムに完全な本拠地を戻した。1996年、スタジアムに隣接していたジェプセン体育館は大改修の必要に迫られ、またスタジアムの新たな電工掲示板設置の為に取り壊された。スタジアムは1999年に大々的に改修され、アメリカンフットボール会場の全米大学体育協会ディヴィジョン I-A(現在のディヴィジョンIボウルサブディヴィジョン) の標準に合わせた。スタジアムのコートの地面は9フィート下げられ、ランニングトラックはサイドライン、エンドゾーンに新たな座席を設ける為に取り除かれた。また、スタジアムの両側の上方には合計20席の貴賓席が設けられた。競技フィールド自体は、改修計画の資金提供者であるヒューストンの弁護士であるジョン・オークインに敬意を表し、正式名称を修正する形で「ジョン・オークインフィールド・アット・ロバートソン・スタジアム」（John O'Quinn Field at Robertson Stadium）と名付けられた。ロッドニー・グリフィンが最初の正式なグラウンド整備士となった。

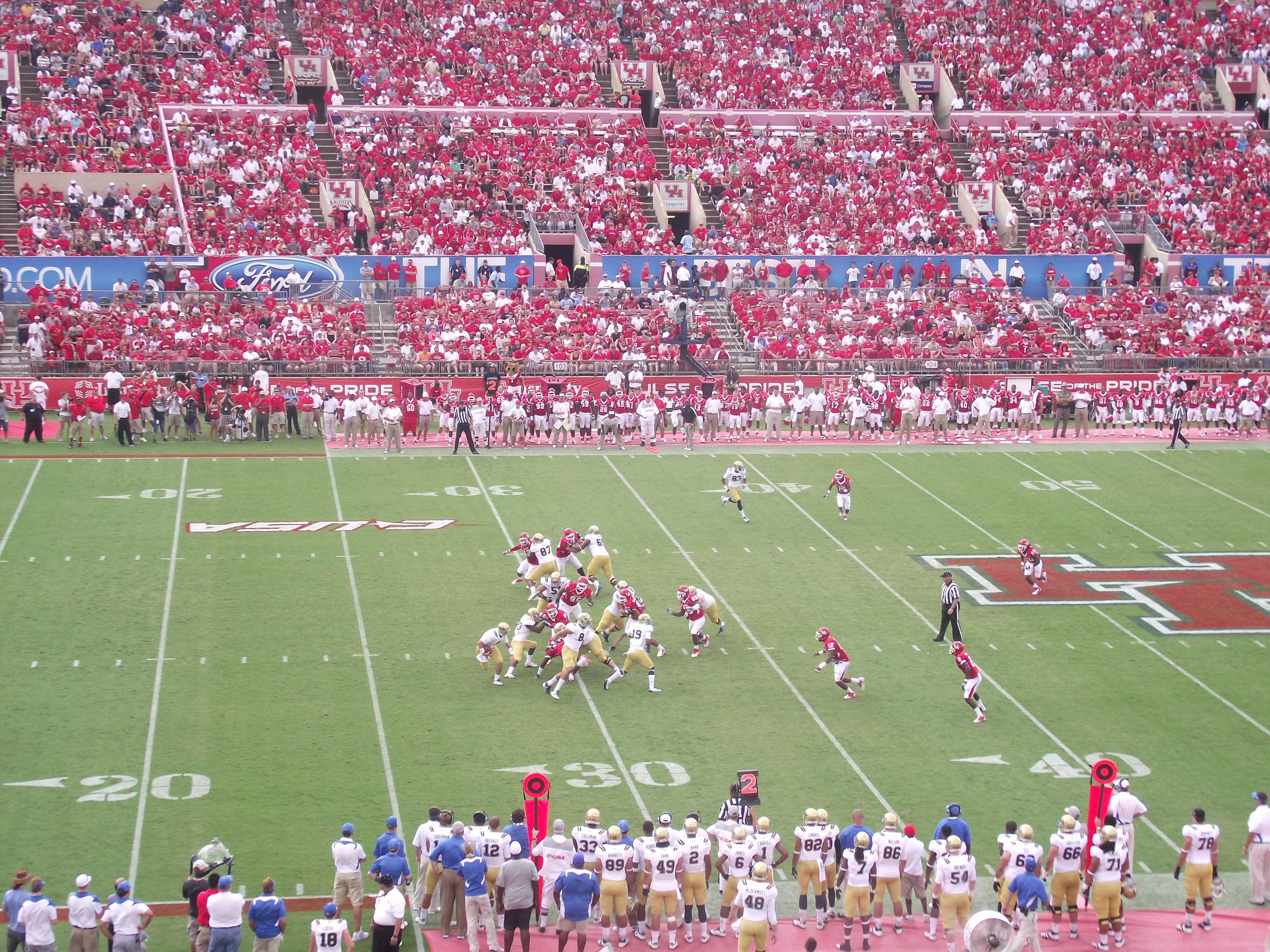
2011年の試合中におけるロバートソン・スタジアムの西サイドスタンド、およびプレイフィールド

2002年8月2日、ロバートソン・スタジアムで ナショナル・フットボール・リーグの ヒューストン・テキサンズ とダラス・カウボーイズ が スクリメージ で激突した。 これはテキサンズにとって初めての公式戦である。なお、テキサンズはエクスパンションでリーグに参加したチームである。
ヒューストン・ダイナモからの170万ドルの寄付の助けも借りて、2006年には複数の改修が行われた。照明設備の質が向上し、新たなスコアボード、そして フィリップス ヴィディウォールのビデオスクリーンも設置された。この改修工事は2006年の8月に終了した。ダイナモはロバートソン・スタジアムを最初の6年間本拠地として使用し、2011年以降は、ヒューストンの郊外にある新たなサッカー専用スタジアムである BBVAコンパス・スタジアムへと拠点を移した。
ロバートソンスタジアムが最終的な状態になってから、一試合での最多観客数は32413人を記録した。これは2011年12月3日、ヒューストンで行われた2011年アメリカリーグ選手権大会での記録であり、この時ヒューストン大学は サザンミシシッピ大学に敗れた。それより前のことであるが、ロバートソン・スタジアムでは同年11月19日に、32207人の入場者数を記録している。この試合では、ヒューストン大学は南メソジスト大学に勝利しており、またこの時初めてESPNがヒューストンでカレッジ・ゲーム・デイを開催した。

### 解体
大学はスタジアムを査定し、長期的な改修計画を立て進めるために、レオ・A・ダリーの建築事務所を雇った。スタジアムのエンドゾーンの部分を完全なボウルに統合して置き換え、上部にデッキを設けて収容人数を50000人に増やす計画が提案された。その後に大学体育局の長がデーブ・マガードからマック・ロアーズに変わり、計画の実現可能性を調べる実験が行われた。この実験は、エイコム社によって4ヶ月に渡り行われ、2010年の6月に最終的結論が出され、ロバートソン・スタジアムを取り壊し、跡地に新スタジアムを建設するとの発表があった。 2012年2月1日、 マック・ロアーズは2012年シーズンの終了とともにスタジアムの解体工事を開始すると発表した。11月24日、ロバートソン・スタジアムでは最後のイベントが開催された。クーガーズのシーズン最終節、テュレーン戦である。クーガーズはテュレーンを40-17 で破り、ロバートソン・スタジアムでの競技活動を終えた。最終的なチーム記録は72勝44敗1引き分けである。正式なスタジアムの取り壊しは2012年の12月2日に開始され、主要な取り壊しは同月10日に開始された。取り壊しは2012年の年末を通じて続き、最後の設備が解体され全ての主要な取り壊しが終了し跡地が一掃された2013年1月まで続いた。 新スタジアム建設に伴う着工式は2013年の2月上旬に行われた。

## 開催された行事

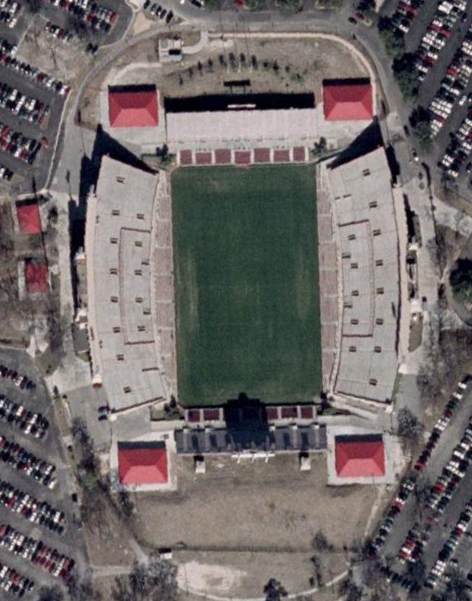
2002年、上空から写したロバートソン・スタジアム

解体される以前に、ロバートソン・スタジアムでは多くのアメリカンフットボールの試合が開催された。1960年のアメリカン・フットボール・リーグ選手権大会や1962年のアメリカン・フットボール選手権大会がロバートソン・スタジアムで行われ、そこでオイラーズは1960年にはロサンゼルス・チャージャーズと、1962年にはダラス・テキサンズとそれぞれ対戦した。 1965年1月16日には、1964年度アメリカン・フットボール・リーグ・オール・スター・ゲームもまたロバートソン・スタジアムで開催された。 また、2006年12月1日、スタジアムでは 全米大学アメリカンフットボール選手権大会が開催された。さらに2008年1月19日には、第83回、84回の毎年恒例東西シュラインゲーム（アメリカンフットボールの東西戦）がロバートソン・スタジアムで行われた。 2008年3月8日、ロバートソン・スタジアムで初めてのスペース・シティ・クラシック・ヒューストン地域高等学校オール・スター・ゲームが開催された。
ロバートソン・スタジアムでは他にも様々なスポーツイベントが開かれた。1983年には、陸上トラックの取り除きを行う前に、全米大学体育協会陸上選手権大会がスタジアムで開催された。 2007年11月10日、ロバートソン・スタジアムにおいて 2007MLSカッププレーオフでヒューストン・ダイナモはカンザスシティ・ウィザーズを撃破した。 また、ロバートソン・スタジアムではラグビーの国際試合も行われた。2011年11月には、アメリカ代表と南アフリカ代表との一戦を観戦するため、13000人のラグビーファンがスタジアムに詰めかけた。
ロバートソン・スタジアムは様々なコンサート会場でもあった。1972年、 ZZトップやドゥービー・ブラザーズ、ウィリー・ネルソンが ロバートソン・スタジアムでライブを行った。さらに1974年には、ザ・ビーチ・ボーイズ、 クロスビー、スティルス、ナッシュ&ヤング 、オールマン・ブラザーズ・バンド らもライブを行った。他にも様々なアーティストたちがライブをロバートソン・スタジアムで行っている。ピンク・フロイドは1977年フレッシュツアーというツアー活動の一部としてのライブを行い、アリス・クーパー は1980年にライブを行った。

## 参照
1. ↑  Federal Reserve Bank of Minneapolis Community Development Project. "Consumer Price Index (estimate) 1800–" (英語). Federal Reserve Bank of Minneapolis. 2019年1月2日閲覧。
2. 1 2  Nicholson, Patrick (1977). In Time: An Anecdotal History of the First Fifty Years of the University of Houston. Houston, Texas: Pacesetter Press. pp. 250. ISBN 0-88415-371-1
3. ↑  “1941: Robertson Stadium”.   Fretz Construction Company. 2009年10月5日閲覧。
4. ↑  “2009 Houston Cougars Media Guide: All-Time Series Game-By-Game”. 2009年9月13日閲覧。
5. ↑  “Sports Shorts”. The Daily Courier (Prescott, AZ). (1957年9月25日) 2009年10月5日閲覧。
6. ↑  “There's No Explaining Call”. Toledo Blade. (1962年12月24日) 2009年10月5日閲覧。
7. ↑  Fink, David (1974年11月29日). “In The Beginning...And On and On Go Oilers”. Pittsburgh Post-Gazette 2009年8月10日閲覧。
8. ↑  “NAACP Asks Oakland to Honor Lines”. Lawrence Journal-World. (1961年9月9日) 2010年3月28日閲覧。
9. ↑  Nicholson, Patrick (1977). In Time: An Anecdotal History of the First Fifty Years of the University of Houston. Houston, Texas: Pacesetter Press. pp. 458. ISBN 0-88415-371-1
10. ↑  “John O'Quinn Field at Robertson Stadium”.   University of Houston Athletics. 2009年8月10日閲覧。
11. ↑  “Texas Tangle”. Sports Illustrated (2002年8月3日). 2009年8月10日閲覧。
12. ↑  Campbell, Steve (2010年6月11日). “UH Ups the Sports Ante ― by $160 Million”. Houston Chronicle Junn 13, 2010閲覧。
13. ↑  “Tennessee Titans - History: 1959-1969”.   Tennessee Titans. 2013年10月29日閲覧。
14. ↑  “Football’s Finest Hour Returns to the Bayou City”.   East-West Shrine Game (2008年10月21日). 2009年2月27日時点のオリジナルよりアーカイブ。2008年12月14日閲覧。
15. ↑  Blanchette, John (1983年6月2日). “Cougs, 19 Strong Go for NCAA Title”. The Spokesman-Review (Spokane) 2009年12月14日閲覧。
16. ↑  “Record Crowd a Good Thing”. Rugby Mag (2012年6月25日). 2012年6月25日閲覧。
17. ↑  “In The Flesh Animals Tour 1977”.   Brain Damage: Pink Floyd News Resource. 2009年6月13日閲覧。

## リンク
- University of Houston
- Houston Cougars Athletics
- Facilities: John O'Quinn Field at Robertson Stadium
- UH Buildings: Corbin J. Robertson Stadium

| 開催イベントとテナント        | 開催イベントとテナント                     | 開催イベントとテナント        |
| ----------------------------- | ------------------------------------------ | ----------------------------- |
| 先代 最初の本拠地             | ヒューストン・ダイナモの本拠地 2006–2011   | 次代 BBVAコンパス・スタジアム |
| 先代 最初の本拠地             | ヒューストン・オイラーズの本拠地 1960–1964 | 次代 ライス・スタジアム       |
| 先代 リライアント・スタジアム | 東西シュラインゲームの開催地 2008–2009     | 次代 シトラス・ボウル         |